# Piagapo
Piagapo est une localité de la province de Lanao du Sud, aux Philippines. En 2015, elle compte 25 440 habitants.